# 源氏物語のおこり
『源氏物語のおこり』（げんじものがたりのおこり）は、中世的な伝承に彩られた形で『源氏物語』が成立した事情を説明した文書である。

## 概要
『源氏物語のおこり』は、『源氏物語古系図』（為氏本、鶴見大学図書館蔵古系図など）、『源氏物語』の注釈書（『河海抄』、『源氏秘義抄』など）、『源氏物語』の梗概書（『源氏大鏡』、『源氏大綱』、『源氏抄』など）、その他『無名草子』、『古本説話集』、別本『紫式部日記』といった源氏物語について触れられるさまざまな文書の一部として、あるいは独立した一つの文書として存在する。源氏物語が仏の導きによって書かれた物語である・あるいは源氏物語が仏典の裏に書かれた物語であるとするのは、源氏物語のような物語を仏教の教えの一つである「妄語」（嘘をついてはいけない）に反するものであり、源氏物語を罪深い書であるとしてその写本の裏に仏典を書き付けて供養した「源氏供養」の影響ではないかとの指摘がある。
源氏物語成立の事情を伝えてきたとされるこの『源氏物語のおこり』も、近世以降の主として国学者達の研究によって事実関係の矛盾が指摘され、そのまま真実ではないと考えられるようになった、しかしながら鎌倉時代の注釈書「光源氏物語本事」には「大斎院選子内親王へまいらせるる本」なる写本が存在したことが記されているなど、源氏物語が選子内親王からの要請に基づいて執筆されたとする部分については何らかの事実を反映しているのではないかとする見方もある。

## 内容
伝えられる写本によって、内容が異なる点も多い。鎌倉時代初期に成立した『無名草子』では、石山寺も登場せず、単に紫式部が藤原彰子の命で『源氏物語』を著したというだけの話である。時代が下るに従って次第にさまざまな要素が付け加わって内容が膨らんで来たと見られるため、最も整った形のものを以下に示す。
紫式部は幼い頃から親しかった西宮左大臣と呼ばれた源高明が謀反の容疑によって大宰府へ流された（安和の変）ため別れることになり嘆き悲しんでいた。おりしも長く斎院を務め、大斎院と呼ばれた選子内親王から、あるとき紫式部の主人であった上東門院（藤原彰子）に対して「何かおもしろい物語は無いか」との問い合わせがあった。『うつほ物語』や『竹取物語』のような既存の物語はあったが、目慣れており珍しいとは言い難いので新しい物語を作って献上することになり、藤原彰子が紫式部にその役目を任せた。紫式部は構想を練るため、石山寺に籠もって何日もかけて祈っていたところ、八月十五日の夜に月が琵琶湖の湖水に映って物語の情景が浮かんだため、忘れないうちにと仏前にあった大般若経の料紙を本尊から貰い受けて「須磨」の巻の「今宵は十五夜なりけりと思し出でて」とあるところから書き始め、やがて『源氏物語』全60帖を完成させた。この60帖のうち6帖は秘伝として某所に隠され、54帖のみが世に広まることになった。

## 主な伝本
- 宮内庁書陵部蔵本
宮内庁書陵部所蔵本。著者不明。南北朝時代の成立と見られる。「源氏の物語のおこり」との表題を持つ[4]。
- 伝豊臣秀吉筆本
専修大学図書館に豊臣秀吉の書写とされる「源氏物語のおこり」の古写本が伝えられている。阿波蜂須賀家旧蔵とされる。桐箱に入っており、その蓋表に「太閤秀吉公御筆」と墨書がある。奥書を近衛家の息女とされる慶福院玉栄が記しており、それによれば北政所おねねの侍女「ちやあ」に贈った注釈書を、秀吉が1587年ころから1593年ころにかけて書写したと見られる[5]。太閤となった晩年の秀吉は源氏物語に関心を抱いており、自ら何度も源氏供養を舞った記録も残されている。